# Виноградова Євдокія Вікторівна
Євдокія (Дуся) Вікторівна Виноградова (1 серпня 1914, село Вічуга Костромської губернії, тепер місто Івановської області, Російська Федерація — 7 вересня 1962, місто Москва, тепер Російська Федерація) — радянська державна діячка, текстильниця, новаторка виробництва, ініціаторка «виноградовського руху» багатоверстатниць у текстильній промисловості. Депутат Верховної ради СРСР 1-го скликання.

## Життєпис
Чотири роки навчалася в початковій вечірній школі. Потім рік навчалася в школі, яка підготовляла дітей до фабрично-заводської освіти («дозавучі»), щоб у 1929 році вступити до фабрично-заводського училища при фабриці Ногіна у Вічузі. Дуся Виноградова була активною піонеркою: у піонерському клубі випускала стінгазету, разом з іншими піонерами займалася гімнастикою та ставила театральні сценки. У 1931 році закінчила фабрично-заводське училище та здобула професію ткалі.
З 1931 року — ткаля вічузької фабрики імені Ногіна Івановської області. Спочатку працювала на комплекті із 16 верстатів, а з 1933 році перейшла на «типове» обслуговування 26 верстатів. 1 жовтня 1935 року ткалі Виноградови (Євдокія Вікторівна та Марія Іванівна) встановили світовий рекорд продуктивності праці, перейшовши з 70 на 100 верстатів (замість 94, як планувалося раніше). У текстильній промисловості СРСР став набирати темпу «виноградовський рух»: з'явилися сотні послідовників по всій країні. 29 листопада 1935 року Дуся Виноградова зі змінницями перейшла на обслуговування 216 верстатів, а влітку 1938 року — на обслуговування 284 верстатів.
У 1936—1941 роках — слухачка Промислової академії імені Молотова в Москві, здобула спеціальність інженера-технолога. 
Член ВКП(б) з 1939 року.
З 1941 року працювала начальником відділу технічного контролю на вічузькій фабриці імені Ногіна, але з початком німецько-радянської війни переїхала до міста Ташкента, де працювала заступницею головного інженера текстильної фабрики.
З вересня 1942 року — заступниця директора Семенівської фарбувально-оздоблювальної фабрики в Москві, а потім директором Ростокинської текстильно-трикотажної фабрики.
У 1948—1952 роках — начальниця відділення майстрів-технологів Міністерства легкої промисловості СРСР.
Потім працювала в навчальних організаціях Москви.
Автор книги «Наш метод роботи» (Іваново, 1935).
Померла 7 вересня 1962 року в Москві після тривалої хвороби легень. Похована на Новодівичому цвинтарі Москви.

## Родина
Чоловік — артист Івановського драматичного театру Ісай Розовський, двоє дітей.

## Нагороди та відзнаки
- орден Леніна (8.12.1935)
- медалі